# Преподобни Дометијан
Преподобни Дометијан је био нећак римског цара Маврикија и архиепископ Мелитине у римској Јерменији од око 580. године до његове смрти.
Био је познат као дипломата и халкидонске цркве га сматрају свецем због наметања православља на североистоку царства. Безуспешно је покушао да преобрати персијског краља Хозроја II у хришћанство када му је помогао да га врати на престо 590–591. У монофизитској традицији, међутим, остао је упамћен по својим бруталним прогонима.

## Биографија
Рођен је у време цара Јустина Млађег. Као млад се оженио и постао свештеник. Након смрти супруге се замонашио. У тридесетој години изабран је за епископа цркве у Мелитини.
Много пута га је цар Маврикије га је више пута слао у Персију ради народних послова. Заједно са персијским царем Хозројем II радио је на учвршћивању мира између Грка и Персијанаца. Због свог успешног утицаја на персијског цара постао је бллизак пријатељ цара Маврикија и његове супруге. Они су га због тога богато наградили. Све што је добио трошио је на зидање светих цркава и сиротишта. 
Умро је 601. године у Цариграду.
Православна црква прославља преподобног Дометијана 10. јануара по јулијанском календару.